# Stenothremma brevicorne
Stenothremma brevicorne är en stekelart som beskrevs av Shaw 1984. Stenothremma brevicorne ingår i släktet Stenothremma och familjen bracksteklar. Inga underarter finns listade i Catalogue of Life.